# Genocid transrodnih
„Genocid transrodnih osoba” („trans-genocid”) naziv je kojim se koriste određeni aktivisti LGBTIQ+ pokreta za opis „sustavne diskriminacije i nasilja prema transrodnim ljudima”. Prema aktivistima LGBTIQ+ pokreta, „genocid transrodnih” može se promatrati kao najviši oblik transfobije.[nedostaje izvor]
Stručnjaci Satrio Purnomo, Kritz, Kidd i Witten smatraju da bi pravna definicija genocida trebala obuhvaćati postupanje prema transrodnim osobama. Takvo postupanje uklapa se u dio definicije genocida Konvencije o sprječavanju i kažnjavanju zločina genocida.